# 경복여자고등학교
경복여자고등학교(慶福女子高等學校)는 대한민국 서울특별시 강서구 등촌동에 위치한 사립 고등학교이다.

## 학교 연혁
- 1971년 5월 31일 : 학교법인 경복학원 설립, 초대 박후진 이사장 취임
- 1993년 9월 3일 : 경복여자고등학교 설립 인가
- 1994년 3월 2일 : 경복여자고등학교 개교 및 초대 곽병대 교장 취임
- 1994년 3월 2일 : 제1회 신입생 497명 입학
- 1995년 7월 5일 : 학교법인 경복학원을 학교법인 경향학원으로 법인명 변경
- 1997년 2월 14일 : 1996학년도 제1회 졸업생 492명 졸업
- 2009년 8월 10일 : 교육과학기술부 교과교실제 연구학교 선정(C-2type 수준별 발전형)
- 2013년 8월 4일 : 제5대 법인 이사장 석기현 목사 취임
- 2020년 3월 2일 : 제4대 이정아 교장 취임
- 2022년 1월 7일 : 2021학년도 제26회 졸업생 225명 졸업 (졸업생 누계 9,798명)
- 2022년 3월 2일 : 2022학년도 신입생 207명 입학

## 참고 자료
- 경복여자고등학교 - 한국교육학술정보원 학교알리미